# Notostaurus avicennai
Notostaurus avicennai är en insektsart som beskrevs av Soltani 1978. Notostaurus avicennai ingår i släktet Notostaurus och familjen gräshoppor. Inga underarter finns listade i Catalogue of Life.